# 404
404（四百四、よんひゃくよん）は自然数、また整数において、403の次で405の前の数である。

## 性質
- 404は合成数であり、約数は 1, 2, 4, 101, 202, 404 である。
  - 約数の和は714。
    - 404を除いた約数の和は310であり不足数である。
- 50番目の回文数である。1つ前は393、次は414。
  - 1桁の数を除くと40番目の回文数である。
  - 3つの回文数の積で表せる10番目の回文数である。1つ前は363、次は444。(オンライン整数列大辞典の数列 A078895)
- 各位の和が8になる31番目の数である。1つ前は350、次は413。
- 404 = 22 + 202
  - 異なる2つの平方数の和で表せる122番目の数である。1つ前は401、次は405。(オンライン整数列大辞典の数列 A004431)
- 404 = 22 + 122 + 162 = 42 + 82 + 182 = 82 + 122 + 142
  - 3つの平方数の和3通りで表せる56番目の数である。1つ前は396、次は410。(オンライン整数列大辞典の数列 A025323)
  - 異なる3つの平方数の和3通りで表せる36番目の数である。1つ前は402、次は409。(オンライン整数列大辞典の数列 A025341)
- 404 = 22 × 101
  - 2つの異なる素因数の積で p2 × q の形で表せる49番目の数である。1つ前は388、次は412。(オンライン整数列大辞典の数列 A054753)
- 404 = 202 + (4 + 0 + 0)
  - n = 20 のときの n2 とその各位の和との和とみたとき1つ前は371、次は450。(オンライン整数列大辞典の数列 A171613)

## その他 404 に関連すること
- 西暦404年
- 紀元前404年
- HTTP 404 - 存在しないページという意味のHTTPステータスコード。404 Not Foundと表示される。
- 404特許
- プジョー・404
- 404KC
- MIU404 - TBSテレビの金曜ドラマ。
- 404 - ピノキオピーの曲。アスター (ころんのアルバム)に収録。